# Saint-Araille
Saint-Araille – miejscowość i gmina we Francji, w regionie Oksytania, w departamencie Górna Garonna.
Według danych na rok 1990 gminę zamieszkiwało 128 osób, a gęstość zaludnienia wynosiła 20 osób/km² (wśród 3020 gmin regionu Midi-Pireneje Saint-Araille plasuje się na 935. miejscu pod względem liczby ludności, natomiast pod względem powierzchni na miejscu 1374.).